# Neusa Barbosa Bastos
Neusa Maria Oliveira Barbosa Bastos (São Paulo, 5 de maio de 1949) é professora e linguista, natural da cidade de São Paulo dedicada ao ensino e pesquisa da língua portuguesa, sendo que sua produção científica comumente é ligada aos temas relacionados à língua portuguesa, linguística aplicada, gramaticografia, análise do discurso e historiografia linguística. Atualmente, é professora titular da Pontifícia Universidade Católica de São Paulo e da Universidade Presbiteriana Mackenzie e coordenadora do Instituto de Pesquisas Linguísticas Sedes Sapientiae para Estudos de Português, e vice-coordenadora do Núcleo de Estudos Lusófonos da UPM. Preocupa-se em documentar os estudos relacionados com historiografia da linguística brasileira com foco em materiais lusófonos. É ainda participante da coleção intitulada História Entrelaçada e membro da Comissão para a Promoção do Conteúdo em Língua Portuguesa, da Comunidade dos Países de Língua Portuguesa.